# Молекулярен часовник
Молекулярният часовник (основан на хипотезата за молекулярен часовник) е метод в молекулярната биология. С него се установява връзката между времето на обособяване на два отделни вида (дивергенция) с броя на молекулярните разлики, установени чрез измервания на ДНК секвенциите или протеините. Нарича се още генен часовник или еволюционен часовник.

## Откриване на метода
Идеята за „молекулярен часовник“ принадлежи на Емил Цукеркандъл и Лайнъс Полинг. През 1962 г. те забелязват, че броят на разликите в аминокиселините в хемоглобина между отделните еволюционни разклонения е приблизително съразмерен с времето, в което е станало видообразуването, оценено по фосилни данни.  Те обобщават това наблюдение до твърдението, че темпът на еволюционните промени на който и да е белтък е приблизително постоянен във времето и в отделните еволюционни разклонения.
По-късно Алан Уилсън и Винсънт Сарих стъпват на тяхната разработка, както и на достиженията на Мотоо Кимура. Те постулират, че редки спонтанни грешки в репликацията на ДНК причиняват мутации, които са движещата сила на молекулярната еволюция. В тази връзка, натрупването на еволюционно неутрални разлики между две секвенции може да бъде използвано за измерване на времето, стига само темпът на грешката в ДНК репликацията да може да бъде калибриран. Един от начините за калибриране на темпа на грешката е използването за референция на двойки групи от живи видове, чиято дата на видообразуване вече е известна от фосилни данни.

## Калибриране
Първоначално бива изследвана възможността всички променливи, които оказват влияние на темпа на грешки в репликацията на ДНК, да бъдат компенсирани в някаква степен. При това положение, те биха се доближили до някаква константа, изчислена като средна стойност в зависимост от времето, за всички видове и части от генома. Имайки предвид, че ензимите, които направляват репликацията на ДНК, в различните видове се различават съвсем слабо, горното допускане явно е било а приори логично за Полинг и Цукеркандъл, като специалисти по инвитро биохимия. В пионерните им усилия да сближат еволюционната и молекулярната биология обаче те пренебрегват множество аспекти (вариацията в темпа на корекции в ДНК, естествения отбор във времето, пространството и в различните таксони). Въпреки че хипотезата за наличие на молекулярен часовник не може слепешката да се приеме за вярна, точността на индивидуалните молекулярни часовници все пак може да бъде проверена и едва тогава резултатите да бъдат използвани. Най-общо казано, молекулярните часовници трябва да бъдат калибрирани спрямо данни, идващи от материални носители на информация като фосилите, след което могат да се правят изводи върху получените резултати.